# 薩爾帕湖 (伏爾加格勒州)
48°21′28″N 44°37′45″E / 48.35778°N 44.62917°E

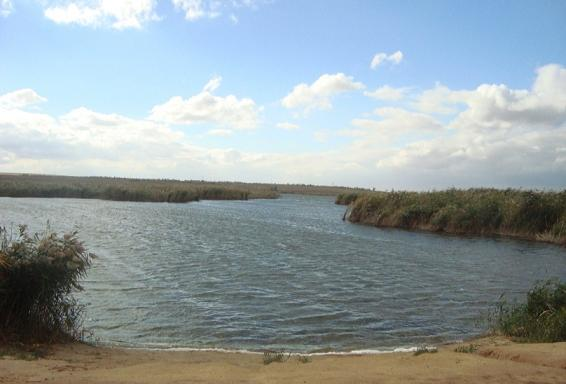

薩爾帕湖（俄语：Сарпа），是俄羅斯的湖泊，位於該國西南部，由伏爾加格勒州負責管轄，長25公里、寬3.1公里，面積42.6平方公里，海拔高度2米，最大水深1.5米。